# Adil Charkaoui
Adil Charkaoui (arabe : عادل الشرقاوي) ou Cheik Abou Abd'Allah Charkaoui, né le 1er novembre 1974, est un enseignant religieux et imam québécois d'origine marocaine.

## Biographie
Né au Maroc, Adil Charkaoui a immigré au Canada en 1995. Personnage controversé, salafiste pour les uns et islamiste radical pour les autres, Charkaoui s'est prononcé à plusieurs reprises comme étant un admirateur de l'islamiste et membre des Frères musulmans Sayyid Qutb, .
Soupçonné par Service canadien du renseignement de sécurité d'appartenir à Al-Qaïda, d'avoir participé à des camps d'entraînement de l'organisation en Afghanistan, de prôner le djihad armé et discuter de projets d'attentat, le ministre de l'immigration du Canada, Denis Coderre, émet un certificat de sécurité et Charkaoui est arrêté par le gouvernement canadien en mai 2003,.
Il est aussi soupçonné d'avoir fourni 2000 $ aux auteurs des attentats de Casablanca et des attentats de Madrid qui font des centaines de morts.
Charkaoui est libéré après 21 mois d'incarcération avec des conditions comme le port d'un bracelet électronique, un couvre-feu, l'obligation de rester sur l'île de Montréal et l'interdiction d'utiliser un ordinateur. Sa libération s'est faite en 2009 dans le cadre de son procès quand les informations nécessaires à prouver sa culpabilité et permettre sa défense ont été retirées du dossier par le gouvernement du Canada, évoquant des risques à la sécurité nationale en cas de publication. Il poursuit à sa libération le gouvernement du Canada pour 26 millions de dollars pour les « torts » qu'il dit avoir subi pendant son emprisonnement.
En 2010, il ouvre le Centre islamique de l’Est de Montréal-Assahaba.
En septembre 2013, il organise une grande manifestation dans laquelle des milliers de citoyens ont marché dans le centre-ville de Montréal pour dénoncer la charte de la laïcité du gouvernement Marois. Un projet de loi qui vise à interdire des signes religieux ostentatoires pour les personnes en position d'autorité travaillant dans la fonction publique,,.  
Il obtient sa citoyenneté canadienne en juillet 2014 et devient président du Collectif canadien anti-islamophobie en 2010,. Il devient également coordonnateur du Collectif québécois contre l'islamophobie. 
Une enquête du journal La presse révèle qu'entre 2013 et 2015, 8 jeunes Québécois suivant les enseignements de Charkaoui étaient partis combattre pour des groupes djihadistes en Syrie pendant la guerre civile ou avait essayé de le faire. Des parents avaient dénoncé l'influence que Charkaoui avait sur leurs enfants, avis corroborés par la GRC et le Centre de prévention de la radicalisation qui indiquaient que son centre islamique était un « dénominateur commun » dans plusieurs dossiers de radicalisation,. Adil Charkaoui s'est défendu des accusations en disant qu'il faisait de la « déradicalisation ». 
En 2016, Adil Charkaoui a co-fondé l’Institut des sciences islamiques de Montréal. La même année, un suspect pour accusations de terrorisme, Ismaël Habib, dans le cadre de son procès initialement uniquement pour violence conjugale, a indiqué à l'agent de la GRC infiltré dans son entourage que, s'il désirait implanter avec lui un réseau de passeurs vers la Syrie, l'une des deux meilleures mosquées à Montréal pour recruter des jeunes Québécois était le Centre islamique de l'Est d'Adil Charkaoui, là où des jeunes étaient « chauds à l'idée de partir faire le djihad ». Habib affirma faire partie de l'État islamique.
Le 7 avril 2019, des milliers de personnes ont répondu à l'invitation du Collectif canadien anti-islamophobie dirigé par l'imam pour manifester contre le projet de loi 21 sur la laïcité de l'État du gouvernement de François Legault.
En 2021, Charkaoui génère à nouveau la controverse en tenant des propos faisant l'éloge des insurgés fondamentalistes Talibans en Afghanistan alors qu'ils venaient de reprendre le pouvoir au pays à la suite d'une guerre civile, disant que le pays sous leur gouvernance « n'avait jamais été aussi sécuritaire », qu'ils « n'avaient commis aucun crime contre les civils » et qu'il s'agissait d'une « victoire pour la foi », le tout accompagné d'images de sandales écrasant des bottes américaines et de femmes en burqa avec des commentaires disant qu'« elles sont enfin à l'abri » de ceux « venu les dénuder et imposer leurs valeurs ».
En 2023, Adil Charkaoui génère une nouvelle fois la controverse en ayant fait une prière lors d'une manifestation propalestinienne en plein conflit à Gaza, appelant à la mort des Israéliens, disant en arabe « Dieu, charge-toi des sionistes agresseurs. Ô Dieu, assure-toi de n'en laisser aucun ». Ces propos ont générés une indignation générale dans la scène politique québécoise et canadienne, le premier ministre du Québec, François Legault, s'est indigné des propos de Charkaoui en appelant la prière « une incitation à la haine, à la violence » et appelant les forces de police à intervenir. Le chef du Parti Québécois, Paul St-Pierre Plamondon, appelle les autorités à arrêter M. Charkaoui selon l'article 319 du code criminel, disant que « jamais, au Québec, on ne devrait accepter qu'on puisse inciter publiquement à la haine envers d'autres personnes ». Le chef du Parti libéral du Québec par intérim, Marc Tanguay, a également soutenu que les propos d'Adil Charkaoui étaient « totalement inacceptables », laissant aux autorités la tâche de décider s'il fallait donner des suites judiciaires. Le parti Québec solidaire, qui avait célébré la libération de Charkaoui en 2009, pris cette fois ses distances face à l'imam, le député solidaire Haroun Bouazzi disant de Charkaoui qu'il était « un pyromane dans notre société », disant n'avoir aucune sympathie pour l'individu qui « met plus le feu que quoi que ce soit d'autre dans cette société » concernant les questions de l'islamophobie. Sur la scène fédérale, le premier ministre du Canada, Justin Trudeau, qualifia les propos de Charkaoui d'« inacceptables » et d'« antisémites », qu'ils étaient « une insulte à la vie et aux espoirs de millions de personnes à travers le monde », incluant aux victimes de l'Holocauste. Charkaoui critiqua les demandes à l'arrêter de François Legault en disant qu'il n'était pas « dans une république de bananes », mais « dans un État de droit » et que sa prière ne contenait pas le mot « juif ». Une plainte criminelle collective contre ses propos au SPVM fut confirmé dans son existance par le Centre consultatif des relations juives et israéliennes, mais non confirmé par le SPVM par principe de confidentialité. Charkaoui dénonce alors sur les médias sociaux une « campagne de diffamation » à son égard orchestrée par le « lobby sioniste » et des « journalistes sans scrupules ».